# Troubles séductions
 (mars 2018).
Pour plus de détails, voir Fiche technique et Distribution.
Troubles séductions   est un film américain sorti en 2015.

## Fiche technique
- Titre original : Sugar Daddies
- Titre Français : Troubles séductions
- Titre québécois :
- Réalisation : Doug Campbell
- Scénario : Barbara Kymlicka
- Direction artistique :
- Musique :
- Décors :
- Costumes :
- Montage :
- Photographie :
- Production :
- Sociétés de production :
- Société de distribution :
- Pays d’origine : États-Unis
- Langue originale : anglais
- Format : couleur
- Genre : Fantastique, drame, aventure, horreur
- Durée : 110 Minutes
- Dates de sortie :
  -  États-Unis :

## Distribution
- Taylor Black : Kara
- Peter Strauss : Grant
- Isabella Hofmann : Rita
- Ashley McCarthy : Shawna
- Timothy Brennen : Peter
- Samantha Robinson : Lea
- James C. Burns